# Тило Волф
Тило Волф (на немски: Tilo Wolff; 10 юли 1972 г., Франкфурт на Майн) е немски музикант мултиинструменталист и вокалист, живеещ в Швейцария, основател и фронтмен на групите Лакримоса (от 1990 г.) и SnakeSkin (от 2004 г.). Бивш мениджър на немската група Cinema Bizarre.

## Биография
Роден във Франкфурт на Майн, но скоро се премества с родителите си в Швейцария, където се установява близо до Базел. От 12-годишна възраст започва да съчинява истории, които са публикувани в няколко литературни списания. След като напуска училище, той спира обучението си и започва да печели пари, като публикува в списания и свири на тромпет и пиано. Първите си песни записва през 1989 г. През 1990 г. основава Лакримоса, както и лейбъла Hall of Sermon, за да запише собствената си творба. Първият концерт е в Лайпциг през 1993 г. През 1995 г. албумът му Inferno се изкачва на върха на германските класации, а през 1996 г. Тило Волф получава наградата за алтернативна рок музика. В изпълненията на живо Волф, освен че е вокал, свири и на клавишен инструмент, а от 2005 г. – и на тромпет. В началото на кариерата му сценичният образ на Волф се състои от изправен „Ирокез“, готически грим и барокови костюми. По-късно музикантът отказва такъв предизвикателен образ, изразявайки пълнотата на емоциите в музиката. През 1999 г. Тило Волф реализира мечтата си от цял живот да запише албум в Abbey Road Studios с участието на Лондонския симфоничен оркестър в албума Elodia. По-нататъшните творби на Волф (като албума Fassade от 2001 г.) са още по-сложни и дълбоки, албумът Echos може да бъде повече класическа музика, отколкото рок, но албумът Lichtgestalt, замислен като резултат от цялото творчество, се връща към корените и в същото време развива линия от нови албуми по отношение на дълбочината на музиката. Волф е и мениджър на групата Cinema Bizarre, която обявява прекъсване в началото на 2010 г.
Тило винаги е вярвал и все още искрено вярва в Бог. „Спазвам всички канони на християнската религия и дори ходя на църква. Но аз не съм католик. Не харесвам формите, в които католическата църква облича вярата. Но аз съм много набожен човек и вярата е много важна част от моя живот“. Въпреки това Тило по-късно заявява:
| „ | Религията и вярата в Бог също са много важни. Аз съм католик и представител на Новоапостолската църква. | “ |

Той също така се противопоставя на „сатанинския“ образ на много метъл групи.
| „ | Вярвам... Вярвам, че заиграването със сатанинска, тъмна символика е много натоварено, не е безопасно за тези, които слушат това. Винаги ще има такива, които ще приемат този случай буквално и ... и няма да е добре. И знаете ли… често питате някои музиканти: „Наистина ли вярвате в това, за което пеете?“ И те отговарят: „Не, не вярвате! Просто се продава добре, ние всъщност не…“ Това е. Мисля, че това е ужасно. Ужасно за деца, които приемат пропагандата си на вяра. | “ |

Тило се възхищава на комичния актьор и режисьор Чарли Чаплин и нарича „Светлините на рампата“ негов любим филм.

## Дискография[3]

### С Lacrimosa
- 1990 Clamor („Шум“)
- 1991 Angst („Страх“)
- 1992 Einsamkeit („Самота“)
- 1993 Alles Lüge (CDS) („Всичко е лъжа“)
- 1993 Satura („Жертвата ба боговете“)
- 1994 Schakal (CDS) („Чакал“)
- 1995 Inferno („Преисподня“)
- 1996 Stolzes Herz (CDS) („Гордо сърце“)
- 1997 Stille („Безмълвие“)
- 1999 Alleine zu zweit (CDS) („Самотни заедно“)
- 1999 Elodia („Елодия“)
- 2001 Der Morgen Danach (CDS) („Утрото на следващия ден“)
- 2001 Fassade („Фасада“)
- 2002 Durch Nacht und Flut (CDS) („През нощи и потоци“)
- 2003 Echos („Ехо“)
- 2005 The Party Is Over (EP) („Вечеринката е свършила“)
- 2005 Lichtgestalt („Светъл образ“)
- 2006 Lichtgestalten (EP) („Светли образи“)
- 2007 Lichtjahre (live) („Светли години“)
- 2009 Feuer (CDS) („Огън“)
- 2009 I Lost My Star (EP) („Аз загубих моята звезда“)
- 2009 Sehnsucht („Тъга“)
- 2010 Schattenspiel („Театър на сенките“)
- 2012 Revolution („Революция“)
- 2013 Heute Nacht („Тази нощ“)
- 2014 Live in Mexico City
- 2015 Hoffnung („Надежда“)
- 2017 Testimonium („Свидетелство“)
- 2019 Zeitreise („Пътешествие във времето“)
- 2021 Leidenschaft („Страст“)

### Със SnakeSkin
- 2004 Music for the lost („Музика за заблудили се“)
- 2006 Canta’Tronic („Канта'Троник“)
- 2016 Tunes for my Santiméa („Мелодии за моят сантимент“)
- 2020 Medusa’s Spell („Заклинанието на Медуза“)